# Arrondissement Évreux
Arrondissement Évreux (fr. Arrondissement d'Évreux) je správní územní jednotka ležící v departementu Eure a regionu Normandie ve Francii. Člení se dále na 15 kantonů a 237 obcí.

## Kantony
- Breteuil
- Conches-en-Ouche
- Damville
- Évreux-Est
- Évreux-Nord
- Évreux-Ouest
- Évreux-Sud
- Le Neubourg
- Nonancourt
- Pacy-sur-Eure
- Rugles
- Saint-André-de-l'Eure
- Verneuil-sur-Avre
- Vernon-Nord
- Vernon-Sud